# 上下左右
上下 左右（じょうげ さゆう）は、日本の小説家・ライトノベル作家・漫画原作者。

## 概要
カクヨムのユーザーページによると、上下左右は経済系と歴史小説が好きだと述べている。
2019年5月24日、小説家になろうに連載している「卑怯者だと勇者パーティを追放されたので働くことを止めました」でダッシュエックス文庫より商業作家デビューを果たしている。
2019年11月29日、同じく小説家になろうに連載している「実力隠した最弱商人の成り上がり 〜《パーティを追放されたので、ダンジョンマスターとして経営の知識を悪用し、復讐することを決めました》〜」がUGnovelsより書籍化されている。
2020年7月より「卑怯者だと勇者パーティを追放されたので働くことを止めました」がマンガUP!でコミカライズされている。

## 作品一覧

### ライトノベル
- 著: 上下左右、イラスト: がおう、ダッシュエックス文庫〈集英社〉『卑怯者だと勇者パーティを追放されたので働くことを止めました』
  1. 2019年5月24日、ISBN 978-4-0863-1307-0[2]
- 著: 上下左右、イラスト: 冬ゆき、UGnovels〈三交社〉『実力隠した最弱商人の成り上がり〜《パーティを追放されたので、ダンジョンマスターとして経営の知識を悪用し、復讐することを決めました》〜』
  1. 2019年11月28日、ISBN 978-4-8155-6021-8[3]
- 著: 上下左右、ベリーズファンタジー〈スターツ出版〉『王宮を追放された聖女ですが、実は本物の悪女は妹だと気づいてももう遅い 私は価値を認めてくれる公爵と幸せになります』
  1. 2021年11月1日、ISBN 978-4813791041
- 著: 上下左右、ベリーズファンタジー〈スターツ出版〉『この縁談、謹んでお断り申し上げます。～私は最高権力者の大聖女です。あなたの言いなりになるとお思いで？～』
  1. 2023年4月4日、ISBN 978-4813792239

### 漫画原作
- 原作: 上下左右、キャラクターデザイン: がおう、漫画: 梅之シイ、ガンガンコミックスUP!〈スクウェア・エニックス〉『卑怯者だと勇者パーティを追放されたので働くことを止めました』
  1. 2020年11月7日、ISBN 978-4-7575-6934-8[5]
- 原作: 上下左右、漫画: 二戸謙介、BKコミックスf〈ぶんか社〉『王宮を追放された聖女ですが、実は本物の悪女は妹だと気づいてももう遅い ～私は価値を認めてくれる公爵と幸せになります～』
  1. 2023年2月3日、ISBN 978-4-8211-5472-2